# Elecciones primarias de Puerto Rico de 2020
Las elecciones primarias de Puerto Rico de 2020 fueron programadas para el 9 de agosto de 2020. Sin embargo, debido a un contratiempo con la disponibilidad de papeletas, la votación se terminó llevando a cabo entre el 9 y el 16 de agosto
Los únicos partidos en realizar primarias fueron el Partido Nuevo Progresista y el Partido Popular Democrático. En estas elecciones cada partido eligió a sus candidatos a gobernador, al Senado, a la Cámara de Representantes, a las alcaldías y a las legislaturas municipales. Ninguno de los partidos realizó primarias para determinar candidatos para comisionado residente.

## Sistema electoral
Cada partido elige su candidato a gobernador por escrutinio mayoritario uninominal. Los candidatos al Senado se eligen por escrutinio mayoritario plurinominal en donde cada elector puede elegir 6 candidatos por acumulación y 2 por distrito. Para la Cámara de Representantes, los candidatos por acumulación son elegidos por un sistema de escrutinio mayoritario plurinominal con cada elector eligiendo a 6 candidatos y los candidatos por distrito son elegidos por escrutinio mayoritario uninominal. Los candidatos a alcalde son elegidos por escrutinio mayoritario uninominal mientras los candidatos para las legislaturas municipales son elegidos por escrutinio mayoritario plurinominal con el número de legisladores por los cuales se puede votar variando depende de la población de cada municipio.

## Controversia y retraso electoral
Las primarias originalmente fueron pautadas para el domingo 9 de agosto de 2020. A pesar de que los centro de votación estaban ordenados a abrir a las 8:00 a. m., pasado el mediodía una gran cantidad de centros aún no habían recibido papeletas para poder iniciar la votación. La Comisión Estatal de Elección (CEE) suspendió la votación en los colegios electorales que no hayan abierto para las 1:45 p. m. y ordenó que se siguiera el siguiente domingo 16 de agosto.
Los presidentes del Partido Nuevo Progresista y el Partido Popular Democrático, Thomas Rivera Schatz y Aníbal José Torres respectivamente, realizaron una conferencia de prensa conjunta y se expresaron a favor de la suspensión del atraso de las primarias en aquellos colegios que hayan tenido problemas con la disponibilidad de papeletas. De la misma manera, ambos presidentes pidieron la renuncia del presidente de la CEE Juan Ernesto Dávila. Candidatos y líderes políticos como Carmen Yulín Cruz y Alexandra Lúgaro se expresaron a favor de la cancelación de la elección realizada el 9 de agosto y la repetición de esta en una posterior fecha. Mientras tanto, otros candidatos y políticos como Eduardo Bhatia, Carlos Delgado Altieri, Wanda Vázquez, Pedro Pierluisi y Jenniffer González se mostraron a favor de que se contabilizaran los votos realizados el 9 de agosto.

## Primarias del PNP

### Candidatos a gobernador
| Precandidatos | Precandidatos        | Precandidatos                                                             | Cargos ocupados                                                                                  |
| ------------- | -------------------- | ------------------------------------------------------------------------- | ------------------------------------------------------------------------------------------------ |
|               |                      | Pedro Pierluisi Urrutia                                                   | Secretario de Estado (2019) Comisionado residente (2009-2017) Secretario de Justicia (1993-1997) |
|               | Wanda Vázquez Garced | Gobernadora de Puerto Rico (2019-2021) Secretaria de Justicia (2017-2019) |                                                                                                  |

Retiraron su candidatura
- Ricardo Rosselló Nevares, Gobernador de Puerto Rico (2017-2019)[7]
- Iván González Cancel, Secretario de Salud (2009)[8]

### Resultados
| Partido       | Partido           | Candidato                         | Votos   | %       |
| ------------- | ----------------- | --------------------------------- | ------- | ------- |
|               | Nuevo Progresista | Pedro Pierluisi                   | 168,215 | 57.69%  |
|               | Nuevo Progresista | Wanda Vázquez Garced (incumbente) | 123,392 | 42.31%  |
| Votos Totales | Votos Totales     | Votos Totales                     | 291,607 | 100,00% |

|  | 13.96 % |

|  | 13.30 % |

|  | 12.84 % |

|  | 12.07 % |

|  | 11.77 % |

|  | 10.92 % |

|  | 9.33 % |

|  | 9.28 % |

|  | 6.54 % |

|  | 100 % |

|  | 15.31 % |

|  | 14.73 % |

|  | 12.18 % |

|  | 11.19 % |

|  | 11.05 % |

|  | 10.00 % |

|  | 9.22 % |

|  | 9.22 % |

|  | 7.10 % |

|  | 100 % |

## Primarias del PPD

### Candidatos a gobernador
| Precandidatos | Precandidatos          | Precandidatos                                                              | Cargos ocupados                |
| ------------- | ---------------------- | -------------------------------------------------------------------------- | ------------------------------ |
|               |                        | Carlos Delgado Altieri                                                     | Alcalde de Isabela (2001-2021) |
|               | Eduardo Bhatia Gautier | Presidente del Senado (2013-2017) Senador (1997-2001, 2009-2021)           |                                |
|               | Carmen Yulín Cruz Soto | Alcaldesa de San Juan (2013-2020) Representante de Puerto Rico (2009-2013) |                                |

Retiraron su candidatura
- Juan Zaragoza, Secretario de Hacienda (2014-2017)[9][10]
- Roberto Prats, Senador (2001-2005)[11][12]

### Resultados
| Partido       | Partido             | Candidato              | Votos   | %       |
| ------------- | ------------------- | ---------------------- | ------- | ------- |
|               | Popular Democrático | Carlos Delgado Altieri | 136,563 | 62.92%  |
|               | Popular Democrático | Eduardo Bhatia         | 51,509  | 23.73%  |
|               | Popular Democrático | Carmen Yulín Cruz      | 28,959  | 13.34%  |
| Votos Totales | Votos Totales       | Votos Totales          | 217,031 | 100.00% |

|  | 15.09 % |

|  | 14.11 % |

|  | 12.41 % |

|  | 12.18 % |

|  | 8.78 % |

|  | 7.97 % |

|  | 7.76 % |

|  | 7.70 % |

|  | 6.57 % |

|  | 2.97 % |

|  | 2.52 % |

|  | 1.94 % |

|  | 100 % |

|  | 15.30 % |

|  | 13.41 % |

|  | 9.77 % |

|  | 9.02 % |

|  | 7.69 % |

|  | 7.49 % |

|  | 7.39 % |

|  | 7.10 % |

|  | 5.76 % |

|  | 5.26 % |

|  | 4.83 % |

|  | 3.63 % |

|  | 3.34 % |

|  | 100 % |